# Malagassisch voetbalelftal in 2014
Het Malagassisch voetbalelftal speelde in totaal twee interlands in het jaar 2014, beide wedstrijden waren kwalificatiewedstrijden voor het Afrikaans kampioenschap voetbal in 2015. De ploeg staat onder leiding van Franck Rajaonarisamba. Op de FIFA-wereldranglijst steeg Madagaskar in 2014 van de 187ste (januari 2014) naar de 147ste plaats (december 2014).

## Balans
| Wedstrijden | Wedstrijden | Wedstrijden | Wedstrijden | Doelpunten | Doelpunten | Doelpunten | Punten |
| Gespeeld    | Winst       | Gelijk      | Verlies     | Voor       | Tegen      | Saldo      | Punten |
| ----------- | ----------- | ----------- | ----------- | ---------- | ---------- | ---------- | ------ |
| 2           | 1           | 0           | 1           | 2          | 2          | 0          | –      |

|                                                      |                                        |               |                     |                                                              |
| 18 mei Kwalificatie ANC 2015 № ?? «onderlinge duels» | Madagaskar                             | 2 – 1 (2 – 0) | Oeganda             | Rabemananjarastadion, Mahajanga Scheidsrechter: Victor Gomes |
| 18 mei Kwalificatie ANC 2015 № ?? «onderlinge duels» | Andriatsima 9' (p) Andriamatsinoro 24' |               | 90' (p) Hamis Kiiza | Rabemananjarastadion, Mahajanga Scheidsrechter: Victor Gomes |

|                                                      |           |               |            |                                                                |
| 31 mei Kwalificatie ANC 2015 № ?? «onderlinge duels» | Oeganda   | 1 – 0 (1 – 0) | Madagaskar | Mandelastadion, Kampala Scheidsrechter: Mohamed Farouk Mahmoud |
| 31 mei Kwalificatie ANC 2015 № ?? «onderlinge duels» | Massa 12' |               |            | Mandelastadion, Kampala Scheidsrechter: Mohamed Farouk Mahmoud |

## FIFA-wereldranglijst
| JAN | FEB | MAR | APR | MEI | JUN | JUL | AUG | SEP | OKT | NOV | DEC |
| --- | --- | --- | --- | --- | --- | --- | --- | --- | --- | --- | --- |
| 187 | 187 | 190 | 189 | 189 | 144 | 143 | 143 | 146 | 143 | 148 | 147 |

## Statistieken
| Naam                            | Geboren    | Club                    | Interlands | Interlands | Interlands | Totaal     | Totaal |
| Naam                            | Geboren    | Club                    | Duels      | Invalb.    | Goals      | Interlands | Goals  |
| Doel                            | Doel       | Doel                    | Doel       | Doel       | Doel       | Doel       | Doel   |
| ------------------------------- | ---------- | ----------------------- | ---------- | ---------- | ---------- | ---------- | ------ |
| Robin Rakotonirina              | 1979-09-12 | ASCUM Mahajanga         | 2          | 0          | 0          | 4          | 0      |
| Verdediging                     |            |                         |            |            |            |            |        |
| Jordan Dupray                   | 13-03-1991 | Olympique Grande-Synthe | 2          | 0          | 0          | 2          | 0      |
| Olivier Ralaidimy               |            | Tana FC Formation       | 2          | 0          | 0          | 2          | 0      |
| François Randrianomenjanahary   |            | Tana FC Formation       | 2          | 0          | 0          | 2          | 0      |
| Tobisoa Njakanirina             |            | CNaPS Sport             | 1          | 0          | 0          | 1          | 0      |
| Elysée Randriamanantena         | 25-01-1986 | CNaPS Sport             | 1          | 0          | 0          | 1          | 0      |
| Pierralit Tovonay               |            | CNaPS Sport             | 0          | 1          | 0          | 1          | 0      |
| Middenveld                      |            |                         |            |            |            |            |        |
| Johann Paul                     | 05-05-1981 | Amiens SC               | 2          | 0          | 0          | 17         | 0      |
| Jhon Baggio Rakotonomenjanahary | 19-12-1991 | BSC Old Boys Basel      | 2          | 0          | 0          | 6          | 1      |
| Mickael Rabeson                 |            | CNaPS Sport             | 1          | 1          | 0          | 2          | 0      |
| Tojo Ramanitrandrasana          | 17-11-1991 | CNaPS Sport             | 1          | 0          | 0          | 1          | 0      |
| Dina Fiononana Razanakoto       |            | Tana FC Formation       | 0          | 2          | 0          | 2          | 0      |
| Njiva Rakotoharimalala          | 06-08-1992 | CNaPS Sport             | 0          | 1          | 0          | 1          | 0      |
| Aanval                          |            |                         |            |            |            |            |        |
| Carolus Andriamatsinoro         | 06-07-1989 | USM Alger               | 2          | 0          | 1          | 8          | 1      |
| Faneva Ima Andriatsima          | 03-06-1984 | US Créteil-Lusitanos    | 2          | 0          | 1          | 17         | 6      |
| Henry Charles Gladyson          |            | US Stade Tamponnaise    | 2          | 0          | 0          | 2          | 0      |
| Fabrice Angio Rakotondraibe     |            | Tana FC Formation       | 0          | 1          | 0          | 1          | 0      |

FMF · A-internationals · Malagassisch vrouwenelftal
1960 – 1969 ·
1970 – 1979 ·
1980 – 1989 ·
1990 – 1999 ·
2000 – 2009 ·
2010 – 2019 ·
2020 − 2029
1963 ·
1964 ·
1965 ·
1966 · 
1967 ·
1968 ·
1969 · 
1970 · 
1971 · 
1972 ·
1973 · 
1974 ·
1975 ·
1976 ·
1977 ·
1978 · 
1979 ·
1980 · 
1981 · 
1982 ·
1983 · 
1984 ·
1985 · 
1986 ·
1987 ·
1988 ·
1989 ·
1990 ·
1991 ·
1992 ·
1993 ·
1994 · 
1995 ·
1996 ·
1997 ·
1998 ·
1999 · 
2000 · 
2001 · 
2002 · 
2003 · 
2004 · 
2005 · 
2006 · 
2007 · 
2008 · 
2009 · 
2010 · 
2011 · 
2012 · 
2013 ·
2014 ·
2015 ·
2016 ·
2017 ·
2018 ·
2019 ·
2020 ·
2021 ·
2022 ·
2023 ·
2024
Algerije ·
Angola ·
Benin ·
Botswana ·
Burkina Faso ·
Burundi ·
Centraal-Afrikaanse Republiek ·
Comoren ·
Congo-Brazzaville ·
Congo-Kinshasa ·
Egypte ·
Equatoriaal-Guinea ·
Ethiopië ·
Gabon ·
Gambia ·
Ghana ·
Guinee ·
Iran ·
Ivoorkust ·
Kaapverdië ·
Kameroen ·
Kenia ·
Kosovo ·
Lesotho ·
Liberia ·
Luxemburg ·
Malawi · 
Mali · 
Mauritanië ·
Mauritius · 
Mozambique · 
Namibië · 
Niger ·
Nigeria · 
Oeganda · 
Rwanda ·
Sao Tomé en Principe ·
Senegal ·
Seychellen · 
Soedan ·
Swaziland · 
Tanzania · 
Togo · 
Tsjaad ·
Tunesië · 
Zambia · 
Zimbabwe · 
Zuid-Afrika